# Những vị vua giàu nhất châu Phi
Những vị vua giàu nhất châu Phi là một bảng xếp hạng các vị vua giàu có nhất châu Phi, được biên soạn và xuất bản bởi tạp chí kinh doanh Mỹ, Forbes, vào tháng 3 năm 2014. Tổng giá trị của mỗi cá nhân trong danh sách được ước tính, bằng đô la Mỹ, dựa trên tài sản của họ và số nợ. Các chính khách và nhà độc tài có sự giàu có đến từ vị trí của họ bị loại khỏi danh sách này, vì thuật ngữ vua được các nhà đánh giá coi là để chỉ các vị vua có chủ quyền hoặc thành phần cai trị với truyền thống quân chủ.
Tính đến tháng 3 năm 2014, Quốc vương Mohammed VI của Ma-rốc đứng đầu danh sách với 2 tỷ đô la Mỹ, trong khi ông trùm dầu mỏ Nigeria Fredrick Obateru Akinruntan, Olugbo của Vương quốc Ugbo, đứng thứ hai trong danh sách với 300 triệu đô la. Ông đã vượt qua người đồng hương Nigeria Olubuse II, Ooni of Ife, trị giá ít nhất 75 triệu đô la và Ngwenyama của Swaziland, Vua Mswati III, người có giá trị ít nhất 50 triệu đô la. Nằm trong top năm là Vua Ghana Osei Tutu II, Asantehene của Ashanti, với 10 triệu đô la.
Trong thời gian kể từ khi lập bảng danh sách, Olubuse II đã qua đời. Ông đã được vua Ojaja II, một người họ hàng xa thành công với tư cách là Ooni, mặc dù khối tài sản cá nhân được đánh giá thuộc về những người thừa kế theo dòng dõi của ông trong gia đình Sijuade.